# Arianne Phillips
Arianne Phillips (Nova Iorque, 26 de abril de 1963) é uma figurinista americana. Como reconhecimento, foi nomeada ao Oscar 2012 na categoria de Melhor Figurino por W.E.. Atualmente, está inserida na nova produção da diretora Olivia Wilde, chamada "Don't Worry Darling", com a pré-produção prevista para o mês de outubro de 2020. 